# Caporciano
Caporciano község (comune) Olaszország Abruzzo régiójában, L’Aquila megyében.

## Fekvése
A Navelli folyó völgyében, a megye északkeleti részén fekszik. Határai: Acciano, Carapelle Calvisio, Fagnano Alto, Fontecchio, Navelli, Prata d’Ansidonia, San Pio delle Camere és Tione degli Abruzzi.

## Története
Első írásos említése a 13. századból származik. A következő századokban nemesi birtok volt. Önállóságát a 19. század elején nyerte el, amikor a Nápolyi Királyságban felszámolták a feudalizmust.

## Népessége
A népesség számának alakulása:

## Főbb látnivalói
- San Pellegrino-templom
- Santa Maria templom és kolostor
- Santa Maria Assunta-templom
- Santa Maria Dei Cintorelli-templom